# Вале ди Кадоре
Ва̀ле ди Кадо̀ре (на италиански: Valle di Cadore; на ладински: Val, Вал) е село и община в Северна Италия, провинция Белуно, регион Венето. Разположено е на 851 m надморска височина. Населението на общината е 2001 души (към 2014 г.).